# Dez (Fluss)
Der Dez (persisch دز, Āb-e Dez; in der Antike Coprates, Griechisch: Κοπράτης oder Κοπράτας) ist ein 400 km langer Fluss im Südiran. Der Fluss entspringt 20 km nordöstlich von Borudscherd im Zāgros-Gebirge. Städte am Fluss sind Dezful und Chorramabad. Benannt ist der Fluss nach der Stadt Dezful.

## Verlauf
Der Fluss entspringt beim Dorf Tschahār Borra und fließt westlich an Borudscherd vorbei nach Südost. 60 km später vereinigt er sich bei Do Rūd mit dem Fluss Mārbora. Von hier fließt der Dez 70 km weiter in südwestlicher Richtung. Die Transiranische Eisenbahn, die vom Persischen Golf zur Hauptstadt Teheran führt, folgt hier dem Flusslauf. Ab dem Ort Kešvar ändert der Fluss wieder seine Richtung nach Südost und bei Tang-e Pānī 30 km von Kešvar entfernt fließt er mit dem Āb-e Baḵtīār zusammen. 25 km nordöstlich der Stadt Dezful verlässt der Fluss das Zagrosgebirge und fließt in die Ebene von Chuzestan. Hier wird der Fluss von der 1963 erbauten Dez-Talsperre gestaut. Etwa 100 km südlich von Dezful mündet der Dez bei Band-e Qīr in den Karun.

## Geschichte
Der Dez ist ein sehr wichtiger Fluss für die Region. Alte Bewässerungskanäle bezeugen, dass der Fluss seit prähistorischen Zeiten zur Bewässerung genutzt wird.
In der Antike trug während der Diadochenkriege der Feldherr Eumenes in einer Schlacht am Kopratas (317 v. Chr.) einen Sieg über Antigonos Monophthalmos davon.
Im Mittelalter war der Fluss unter dem Namen Jondīšābūr bekannt. Man dachte, dass die Quelle in der Region von Isfahan liegen würde. Der heutige Name des Flusses kommt von der Stadt Dezful, dessen Name von einer Festung an einer steinernen Brücke über den Fluss stammt. Ob aber die Elamiter oder die Achämeniden Kanäle angelegt haben, ist nicht sicher. Die elamitische Residenzstadt Tschoga Zanbil lag am Fluss. Zu Zeit des Sassanidenreich wurde ein dichtes Netzwerk aus Kanälen zu beiden Seiten des Flusses angelegt. Nach der arabischen Eroberung des Irans verfielen die Kanäle und wurden später im Zuge der mongolischen Einfälle zerstört.
In den 1960ern beschloss die iranische Regierung ein gigantisches Bewässerungsprogramm. Ziel war es etwa 1 Million Hektar bewässern zu können. Die Errichtung des Dez-Talsperre war der erste Schritt. Zu Zeit werden 100.000 Hektar Land bewässert. Doch das Projekt verursacht soziale und ökonomische Probleme und Konflikte mit der traditionellen Lebensweise der Bevölkerung.

## Quelle
- Dez (Fluss). In: Ehsan Yarshater (Hrsg.): Encyclopædia Iranica. (englisch, iranicaonline.org – mit Literaturangaben).
- Informationen zum Fluss aus dem "Dictionary of Greek and Roman Geography (1854)"